# Anton Nikolajewitsch Schkaplerow
Anton Nikolajewitsch Schkaplerow (russisch Анто́н Никола́евич Шка́плеров; * 20. Februar 1972 in Sewastopol,  Krim, Ukrainische SSR) ist ein russischer Kosmonaut.

## Militärische Ausbildung
Bereits 1989 beendete Schkaplerow erfolgreich sein Training in einer Jak-52 des Sewastopoler Flugsportvereins. Nach Abschluss des Gymnasiums im selben Jahr begann er seine Ausbildung an der Höheren Militärfliegerschule Tschernigow und schloss 1994 an der Militärfliegerschule in Katschinsk als Pilotingenieur ab. Anschließend studierte er bis 1997 an der Militärakademie für Ingenieure der Luftstreitkräfte in Moskau. Danach diente er als leitender Fluglehrer in der Kunstflugstaffel „Небесные Гусары“ („Himmelshusaren“) der russischen Luftwaffe in Kubinka, wo er die Schulflugzeuge Jak-52 und Aero L-39 sowie das Mehrzweckkampfflugzeug MiG-29 flog. Außerdem ist er Ausbilder im Fallschirmspringen und hat selber mehr als 300 Sprünge absolviert.
Schkaplerow hat den Rang eines Obersten der Russischen Luftstreitkräfte im Ruhestand inne, er schied im August 2012 aus dem Militärdienst aus.

## Raumfahrertätigkeit
Am 29. Mai 2003 wurde Schkaplerow als Pilot der russischen Luftstreitkräfte ausgewählt, seine Kosmonauten-Grundausbildung am Gagarin-Kosmonautentrainingszentrum schloss er im Juni 2005 als Testkosmonaut ab. Von April bis Oktober 2007 diente er als Einsatzleiter der russischen Raumfahrtbehörde Roskosmos am Johnson Space Center in Houston, Texas. Danach trainierte er für einen Langzeitaufenthalt auf der Internationalen Raumstation, u. a. war er Ersatzmann für Oleg Kotow sowie für Alexander Samokutjajew als Kommandant der Raumschiffe Sojus TMA-17 und Sojus TMA-21 zur ISS.
Schkaplerow war Bordingenieur der ISS-Expeditionen 29 und 30. Er startete am 14. November 2011 zusammen mit Anatoli Iwanischin und Daniel Burbank als Kommandant des Raumschiffs Sojus TMA-22 zur ISS, die Landung war am 27. April 2012. Am 16. Februar 2012 unternahm Schkaplerow zusammen mit Oleg Kononenko einen Außenbordeinsatz. Um den Ersatz von Pirs durch das neue Forschungsmodul Nauka vorzubereiten, versetzten die Kosmonauten mit dem Kran Strela-2 den Kran Strela-1 an das gegenüberliegende weitgehend baugleiche Modul Poisk.
Als Kommandant des Raumschiffs Sojus TMA-15M flog Schkaplerow am 23. November 2014 zusammen mit Samantha Cristoforetti und Terry Virts zur Internationalen Raumstation. Dort war er Bordingenieur der ISS-Expeditionen 42 und 43. Aufgrund des Fehlstarts einer Sojus-Rakete mit Progress M-27M wurde der Start der Ablösung verschoben, die Landung fand dann erst am 11. Juni 2015 statt.
Sein dritter Raumflug begann am 17. Dezember 2017. Zusammen mit dem US-Amerikaner Scott Tingle und dem Japaner Norishige Kanai startete Schkaplerow als Kommandant des Raumschiffes Sojus MS-07 zur ISS. Dort arbeitete er bis zum 27. Februar 2018 zunächst als Bordingenieur der ISS-Expedition 54 und übernahm dann das Kommando der ISS-Expedition 55. Die Rückkehr zur Erde erfolgte am 3. Juni 2018.
Bei seinem vierten Start nahm er am 5. Oktober 2021 in Sojus MS-19 die Filmcrew Klim Schipenko und Julija Peressild mit zur ISS. Diese hatten auf der ISS Dreharbeiten zum Film The Challenge – Die Herausforderung durchgeführt. In dem Film, der im Jahr 2023 veröffentlicht wurde, hat Schkaplerow einen Cameo-Auftritt. Seine Rückkehr zur Erde erfolgte am 30. März 2022. Mit nun 709 Tagen liegt Schkaplerow auf Platz 7 der Raumfahrer mit der längsten Gesamtzeit im All.

## Privates
Anton Schkaplerow ist verheiratet und hat zwei Töchter. Seine Hobbys sind Sport, Reisen, Angeln und Golf.